# متحف شرلوك هولمز
متحف شرلوك هولمز The Sherlock Holmes Museum هو متحف يديره القطاع الخاص في لندن، إنجلترا، مخصص للمحقق الخيالي الشهير شيرلوك هولمز. إنه أول متحف في العالم مخصص للشخصية الأدبية شيرلوك هولمز. تم افتتاحه في عام 1990 ويقع في شارع بيكر، ويحمل الرقم 221 ب بإذن من مدينة وستمنستر،  على الرغم من أنه يقع بين الرقمين 237 و 241، بالقرب من الطرف الشمالي لشارع بيكر في وسط لندن بالقرب من ريجنت بارك.
تم بناء المنزل الجورجي الذي يحتله المتحف باسم «221 ب شارع بيكر» في عام 1815. كان يستخدم سابقًا كمنزل داخلي من عام 1860 إلى عام 1936. ويغطي الفترة من 1881 إلى 1904 عندما وصفت القصص شيرلوك هولمز والدكتور واتسون المقيمين هناك كمستأجرين للسيدة هدسون. تم إدراج المنزل في الدرجة الثانية من قبل الحكومة بسبب ميزاته المعمارية والتاريخية الخاصة. يعرض المتحف عناصر من عدة تعديلات مختلفة لشارلوك هولمز، واستجمام لمشاهد من مسلسل غرناطة التلفزيوني عام 1984 شيرلوك هولمز.

## نزاع الترقيم

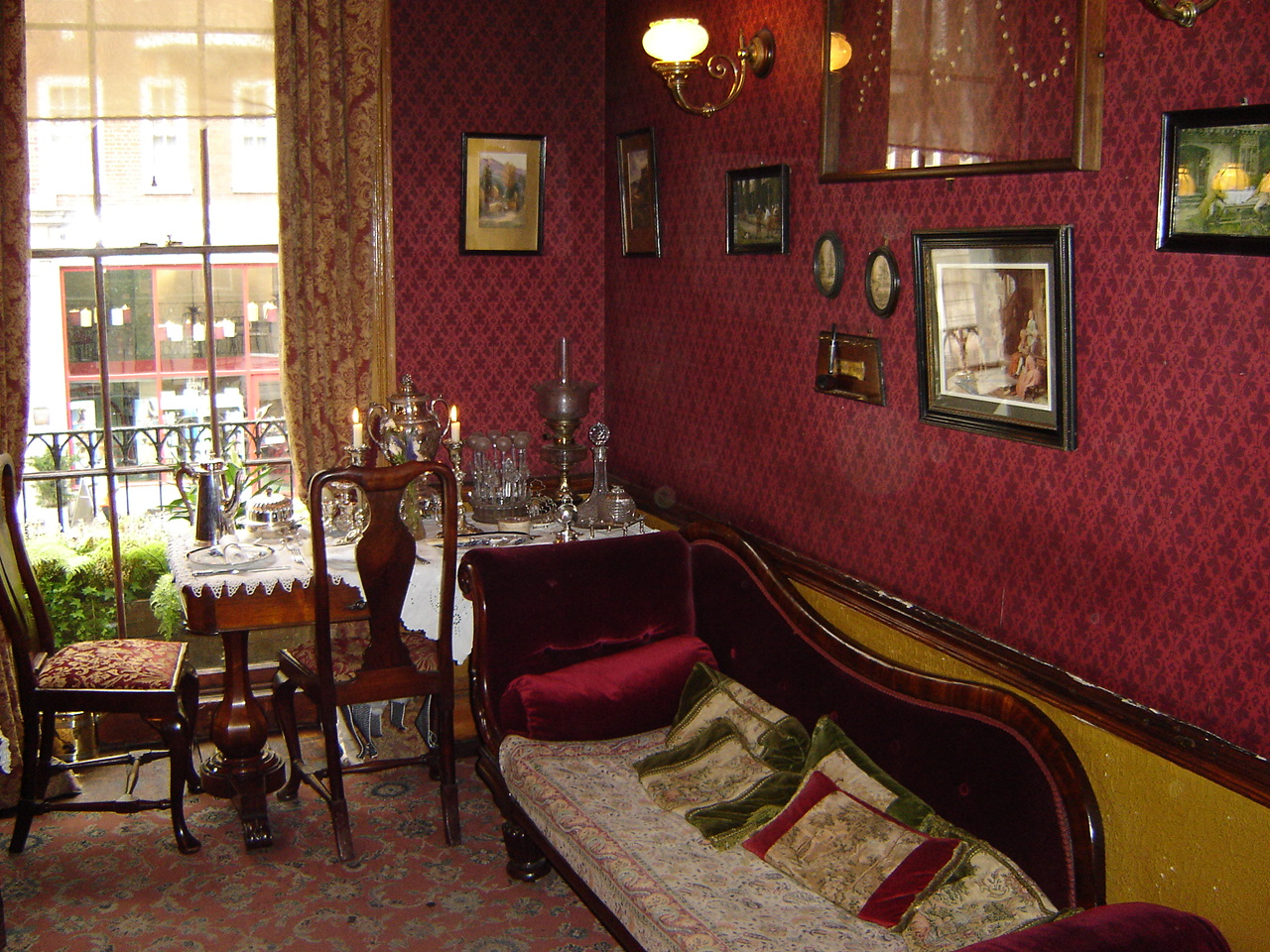
Sitting room on 1st floor of the museum

كان العنوان 221 بي موضوع نزاع طويل الأمد بين المتحف ومبنى آبي الوطنية القريب منه. منذ الثلاثينيات من القرن الماضي، كان البريد الملكي يسلم بريدًا موجهًا إلى شيرلوك هولمز إلى بنك آبي الوطني،  وقد عينوا سكرتيرًا خاصًا للتعامل مع مثل هذه المراسلات. تلقى المتحف عدة نداءات لتسليم مثل هذا البريد إليه، على أساس أنه كان أنسب منظمة للرد على البريد، وليس البنك الذي كان عمله الأساسي هو إقراض الأموال بفائدة. على الرغم من أن جميع هذه المبادرات لم تنجح، فقد تم حل المشكلة أخيرًا في عام 2002 عندما أخلت آبي ناشيونال مقرها بعد سبعين عامًا، ويتم تسليم البريد حاليًا إلى المتحف.

## اعتراض العائلة
أوضحت جان كونان دويل عدم حماسها للمتحف عندما سُئلت عنه. كانت تعارض بشدة فكرة الإيحاء بأن إنشاء والدها كان شخصًا حقيقيًا وكانت تعلم أن وجود المتحف سيعزز الفكرة في أذهان الكثيرين بأن هولمز كان موجودًا بالفعل. تم تعزيز هذه الفكرة بشكل أكبر من خلال وجود لوحة زرقاء تذكارية على الخارج توضح لسنوات مكان إقامة هولمز المفترضة. ومع ذلك، قدمت السيدة جان كونان دويل دعمها لمتحف شيرلوك هولمز في سويسرا بحضور افتتاحه في عام 1991. أتيحت الفرصة للسيدة جين لإنشاء غرفة في متحف لندن مخصصة لوالدها، ولكن هذا العرض تم رفضه، ومنذ ذلك الحين تم بيع آخر ممتلكات السير آرثر كونان دويل في مزاد علني.

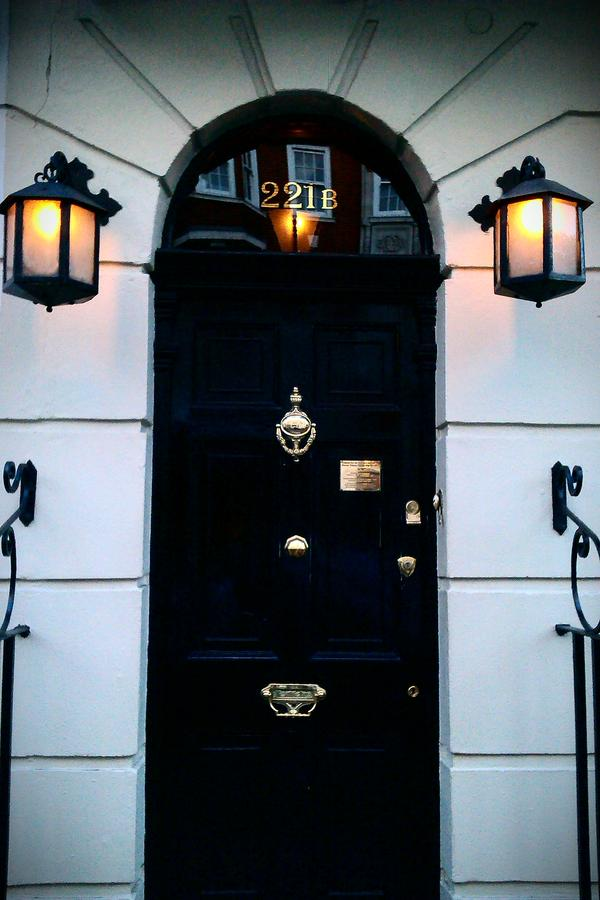
221 B front view

## معرض الصور

Interiors
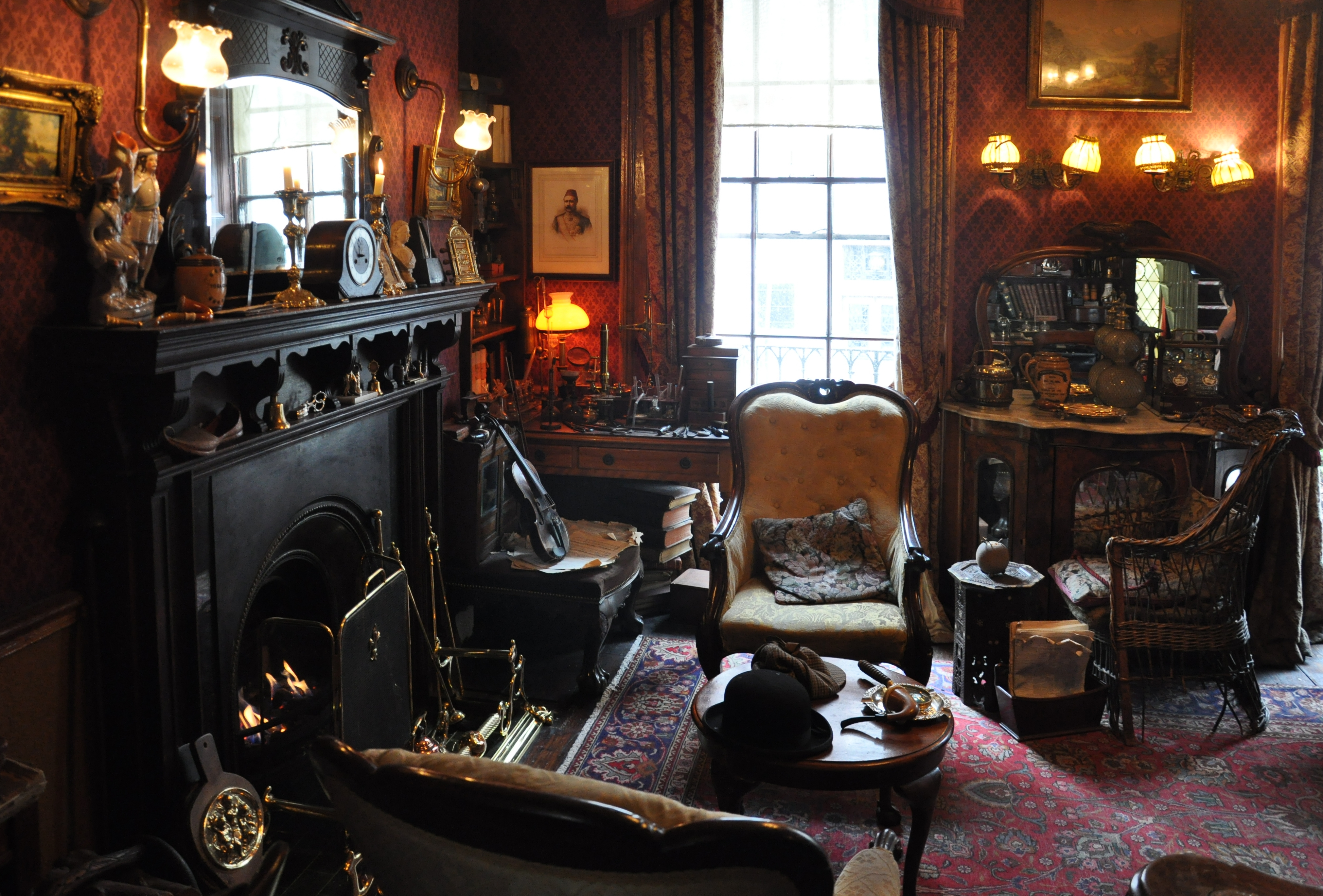
Sherlock Holmes "Sitting Room"
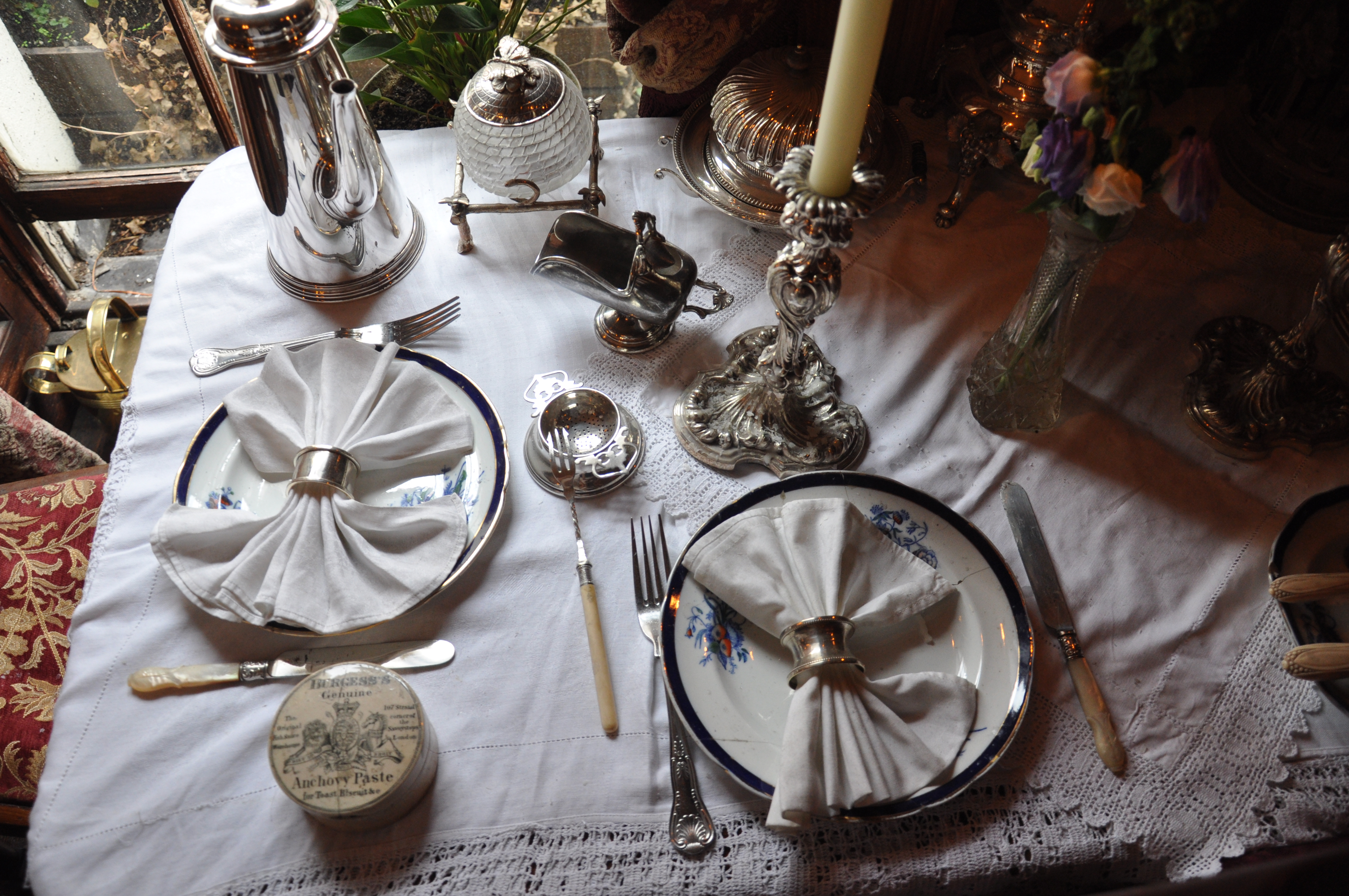
The table set in "Sherlock Holmes's Room"
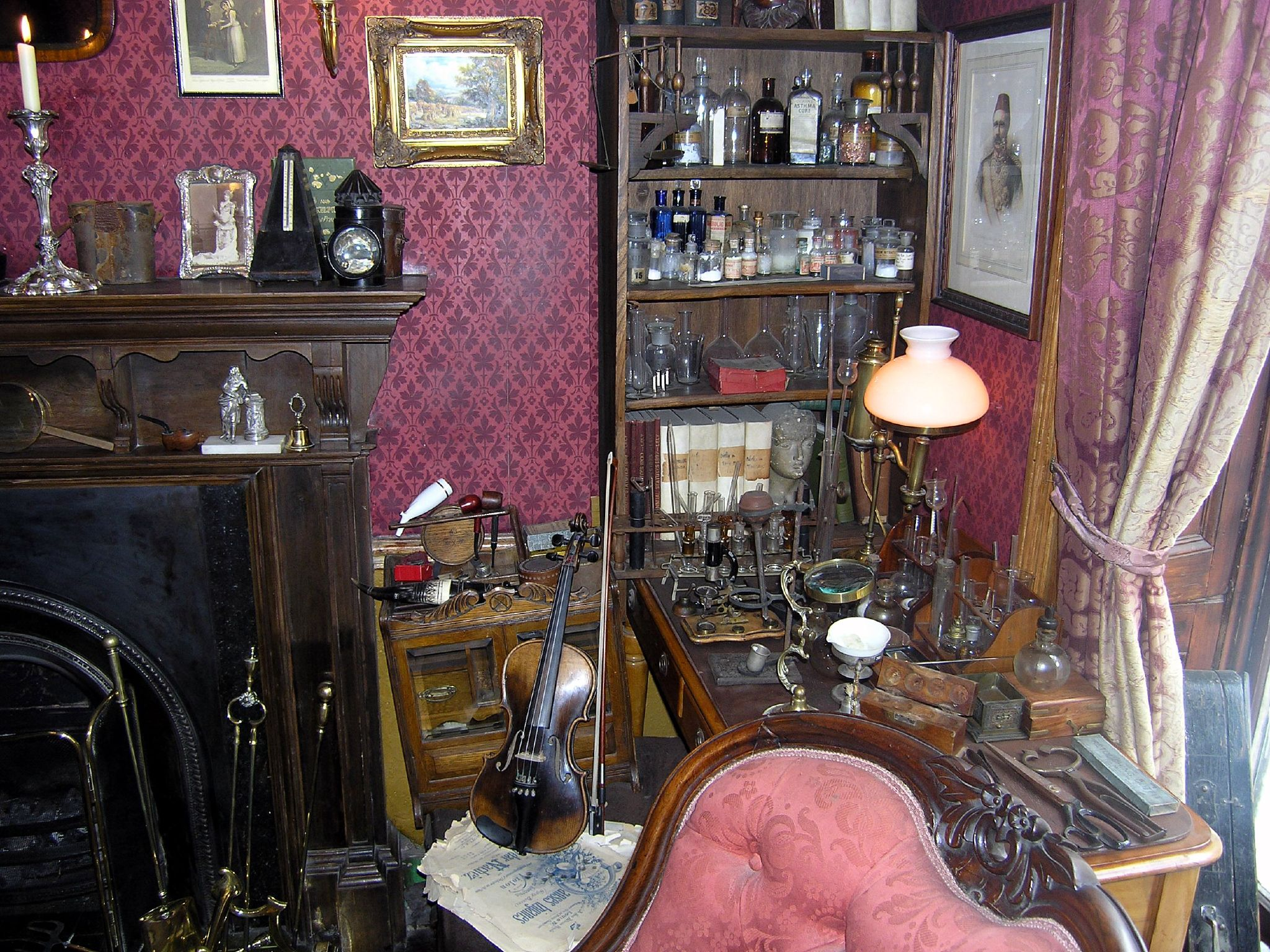
Sherlock's laboratory
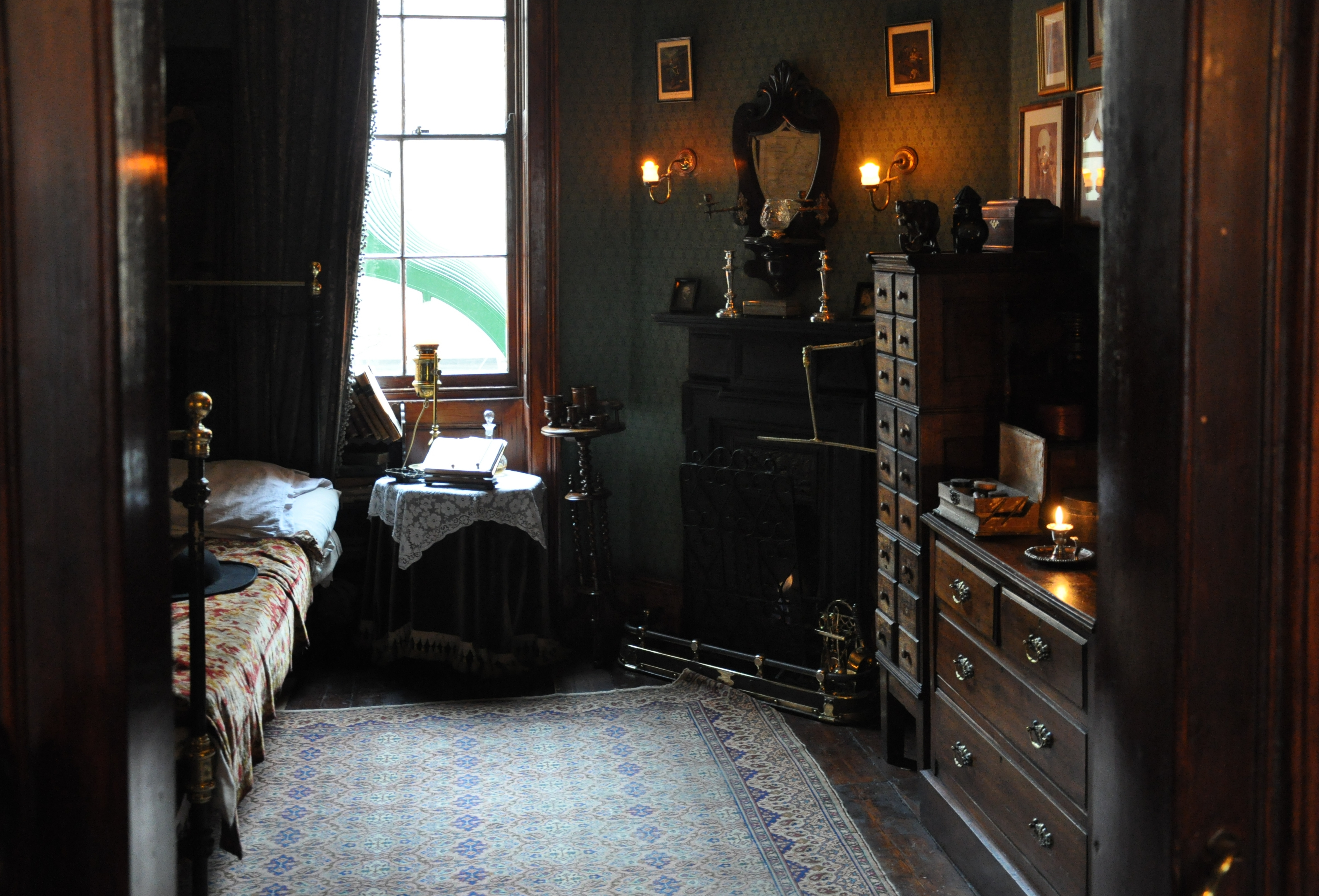
"Holmes' Bedroom"
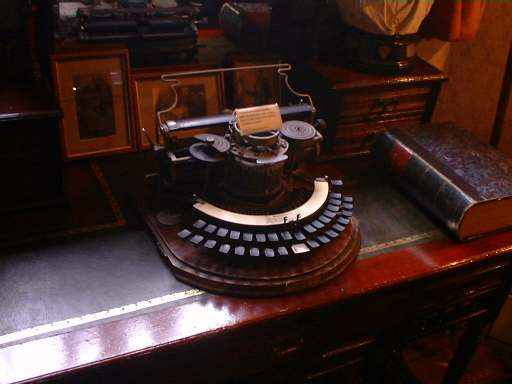
The typewriter at the end time of the 19th century
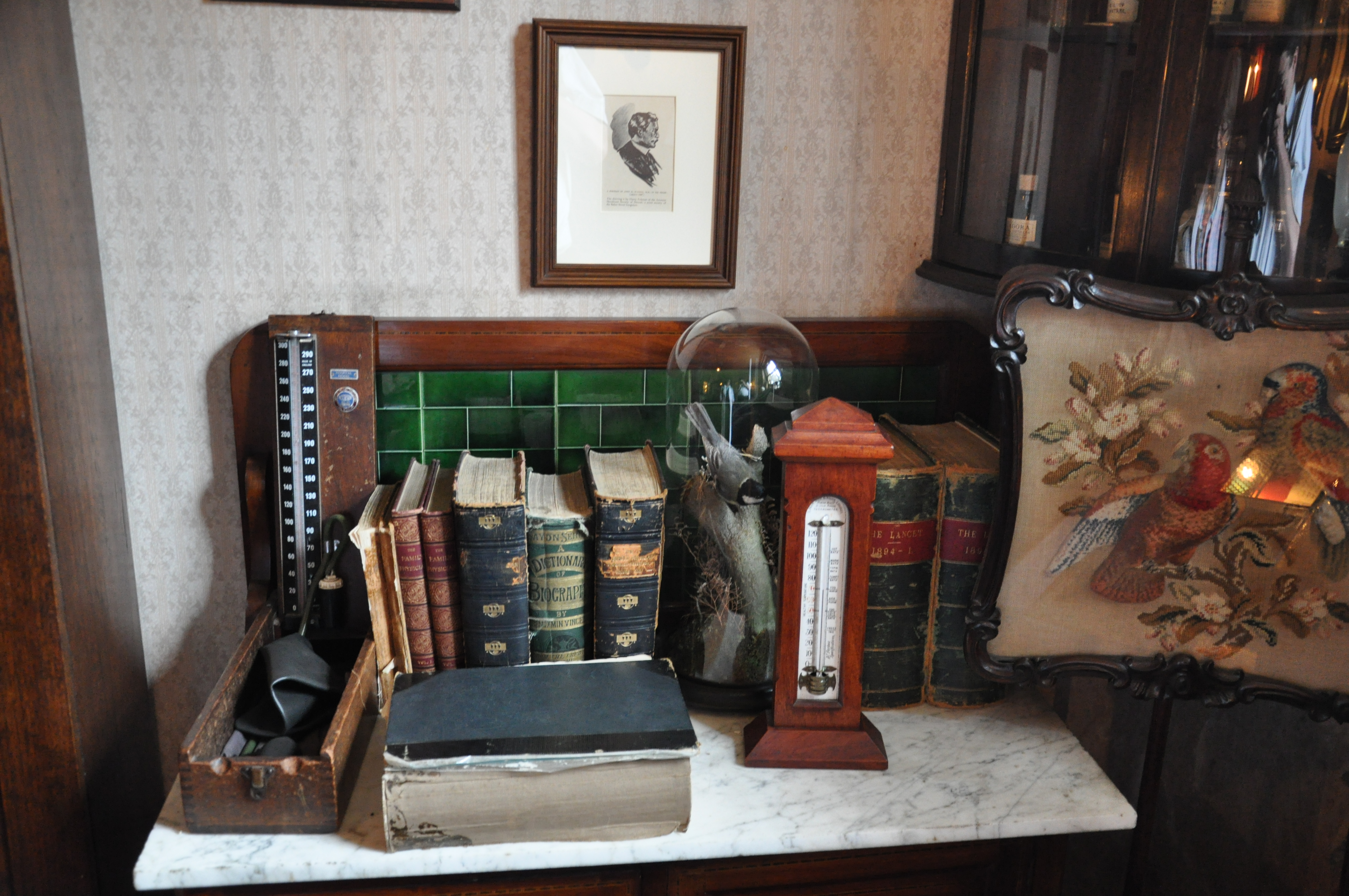
"Dr Watson's Room", books
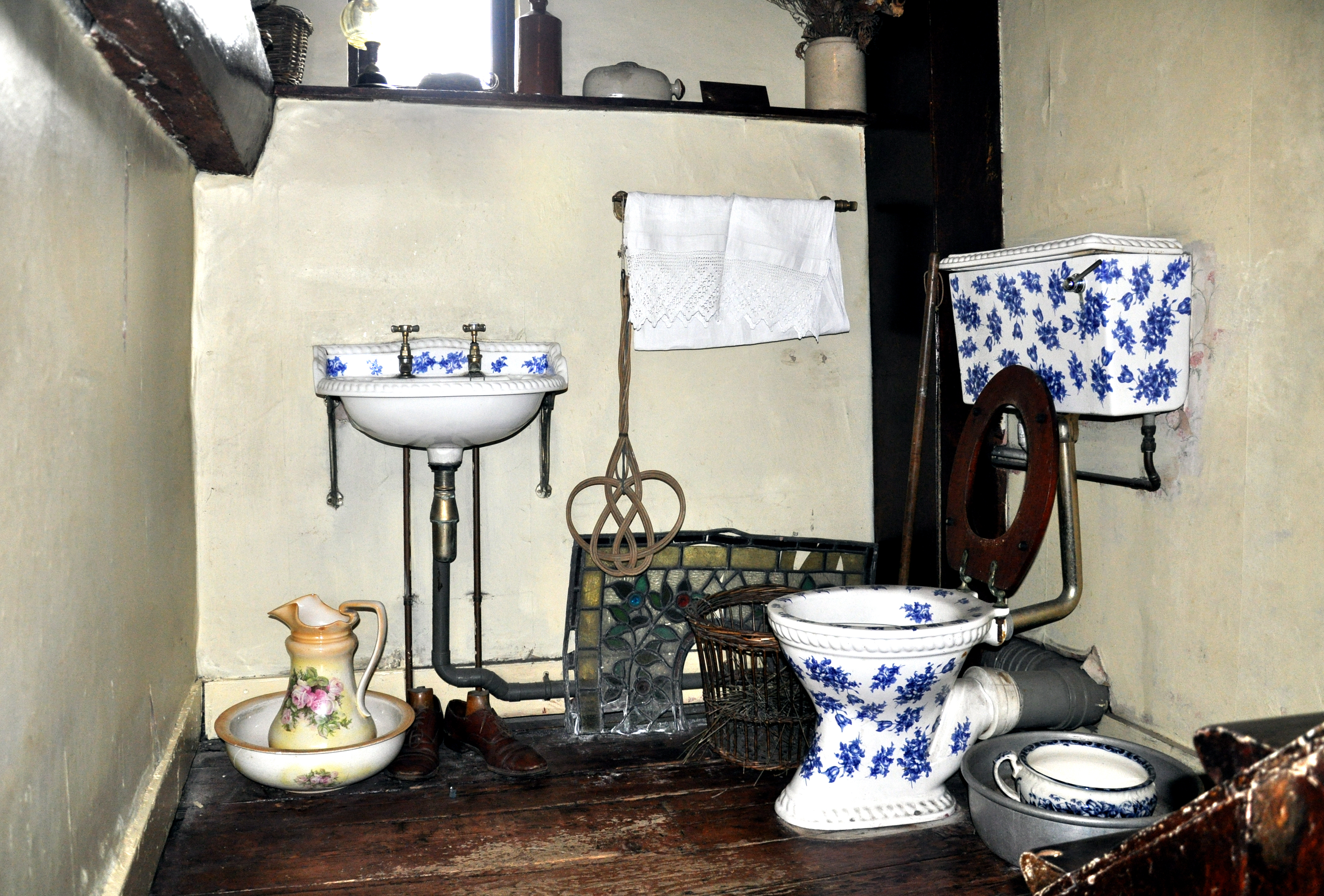
Bathroom.
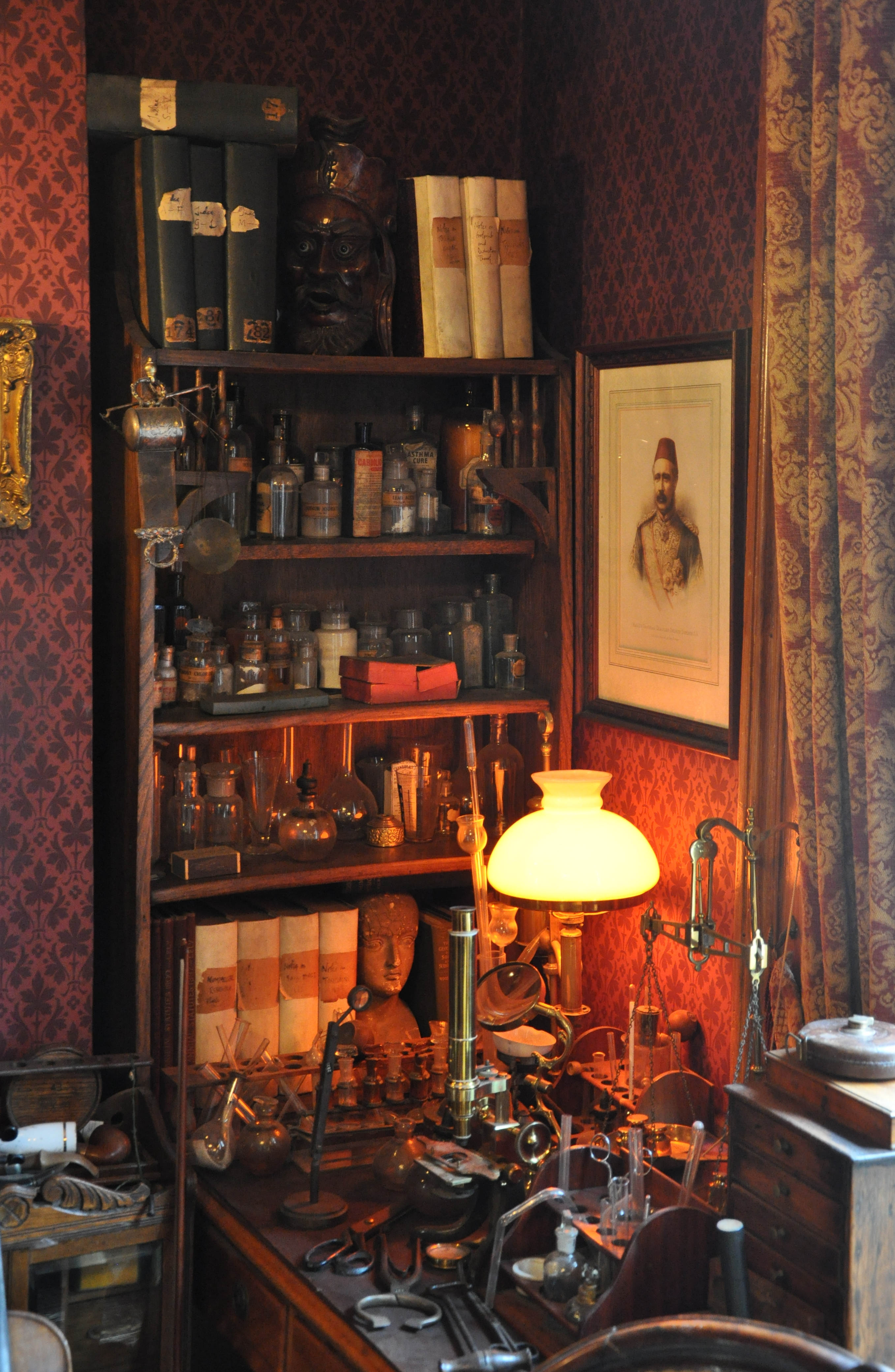
Sherlock Holmes Museum, Baker Street,"The Study",
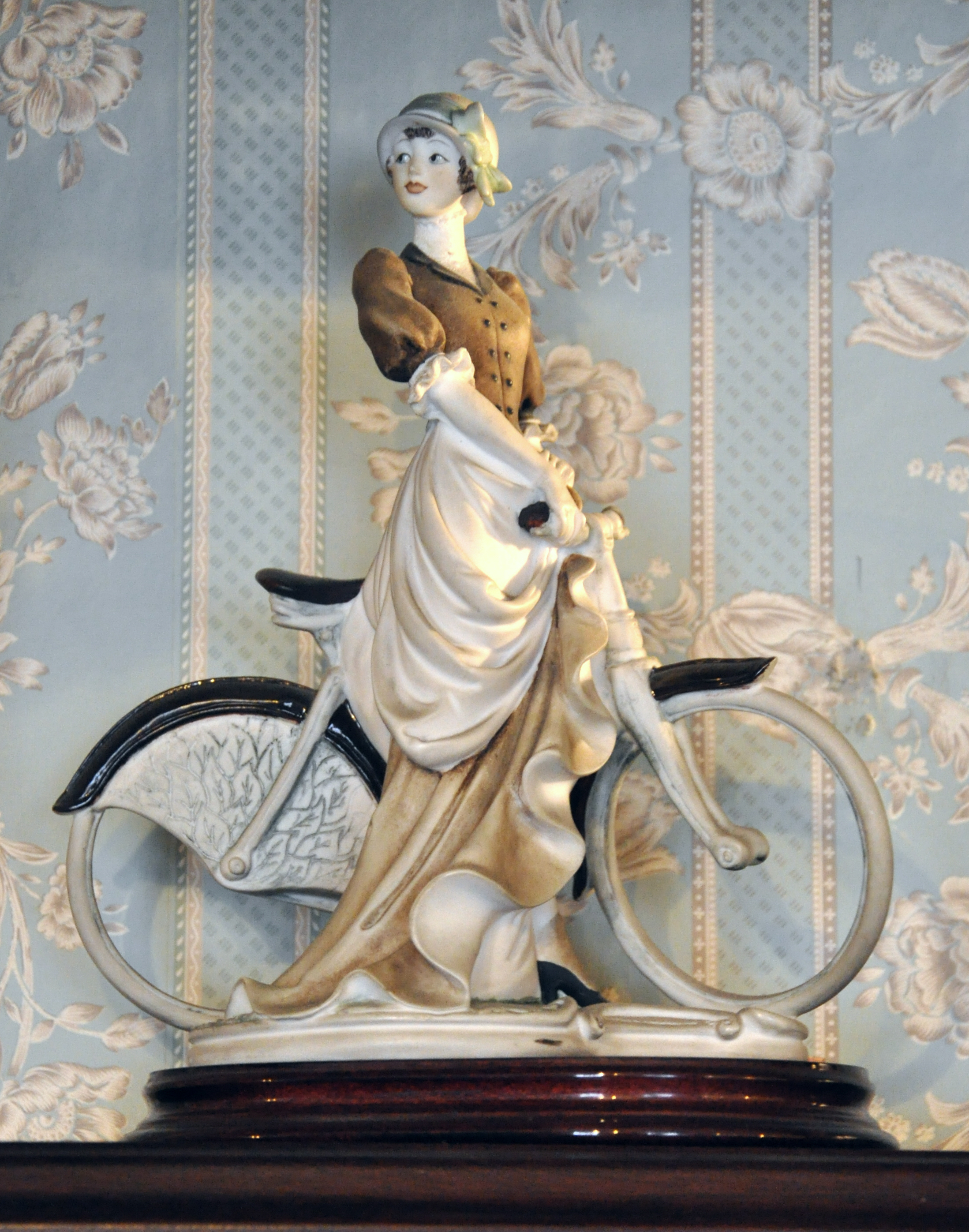
Cyclist sculpture, put on display to illustrate the short story "The Adventure of the Solitary Cyclist"
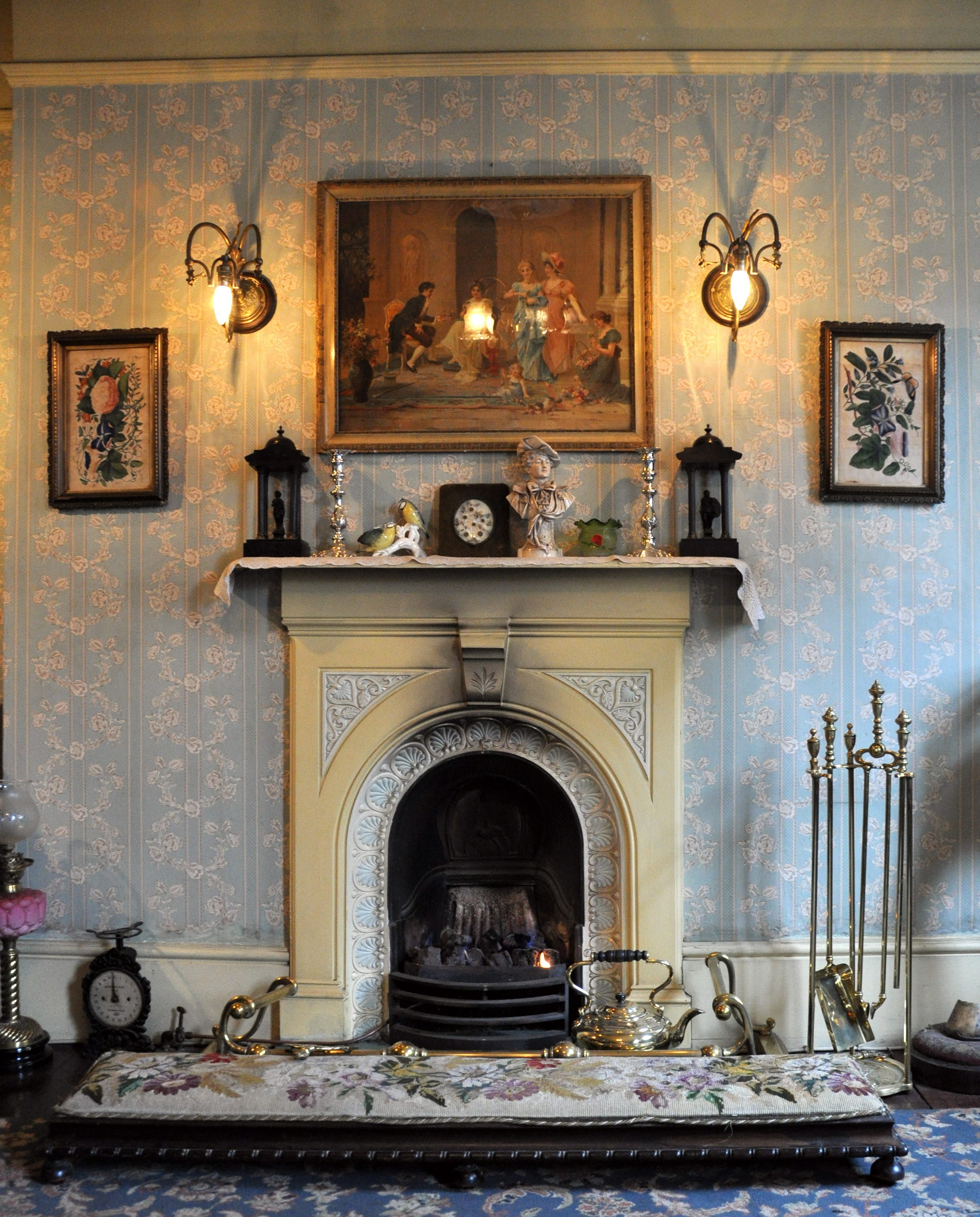
"Mrs Hudson's Room", fireplace
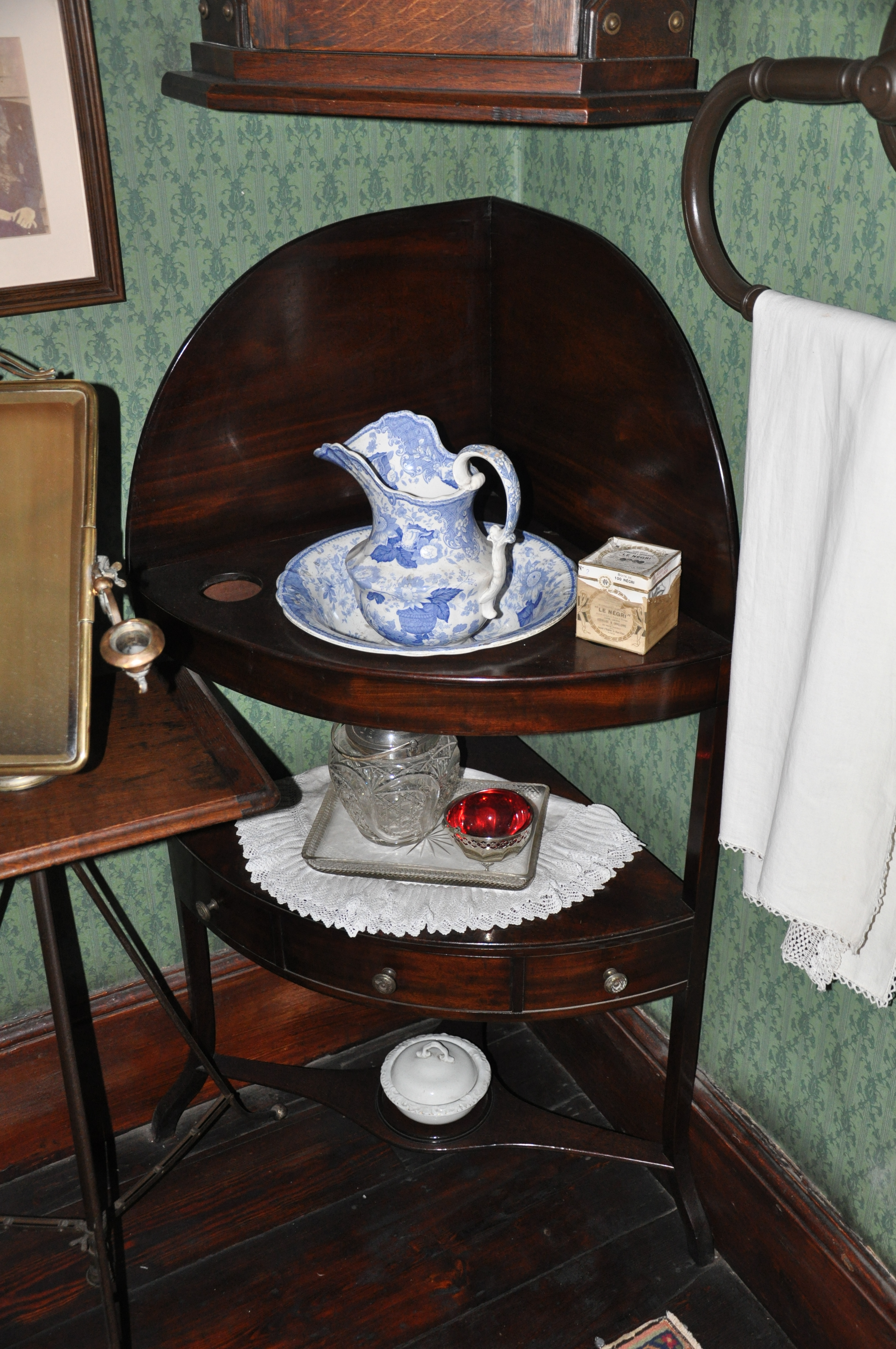
"Dr Watson's Room", washstand